# Praça da Sé (São Paulo)
A Praça da Sé é um espaço público localizado no bairro da Sé, no distrito homônimo, no Centro do município de São Paulo, no Brasil. É considerado o centro geográfico da cidade.
Nela, localiza-se o monumento marco zero do município. A partir dele, contam-se as distâncias de todas as rodovias que partem de São Paulo, bem como a numeração das vias públicas da cidade.
Considerada quase um sinônimo para o Centro Velho, a praça é um dos espaços mais conhecidos da cidade e foi palco de muitos eventos importantes para a história do país, como o comício das Diretas Já. O nome deve-se ao fato de a praça ter se desenvolvido em frente à Sé da capital paulista.

## Histórico

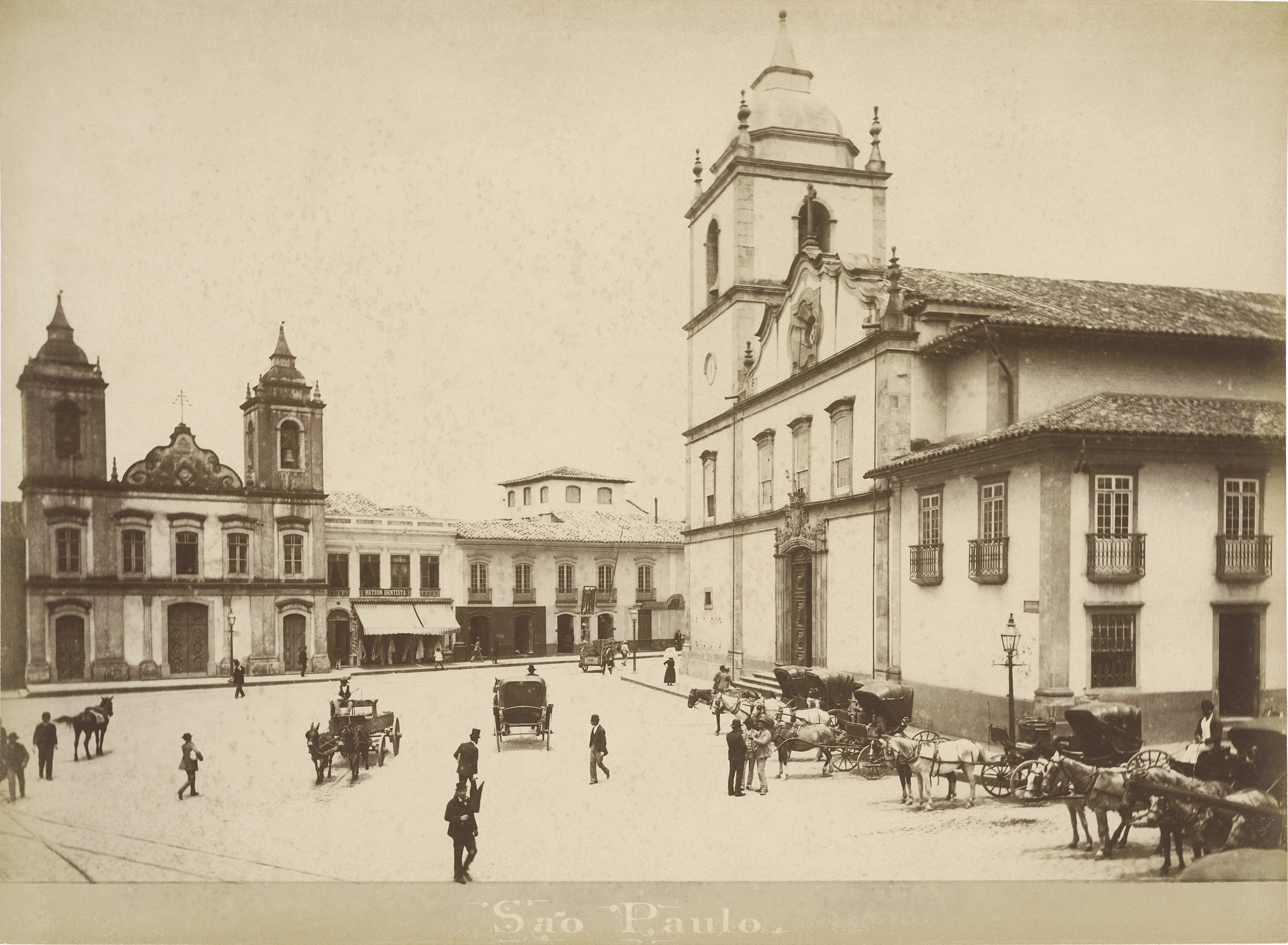
Praça da Sé em foto de 1880 de Marc Ferrez. A velha catedral de São Paulo está à direita.

Originalmente conhecida como o "Largo da Sé", a praça desenvolveu-se a partir da construção, durante o período colonial, da Igreja Matriz do município (substituída pela atual Catedral Metropolitana de São Paulo no século XX) e de uma série de edifícios ao seu redor. No início do século XX, porém, com a demolição de vários dos edifícios originais e as obras de embelezamento urbano e alterações no sistema viário, a praça transformou-se e assim permaneceu até a segunda metade do século XX.

### Década de 1970

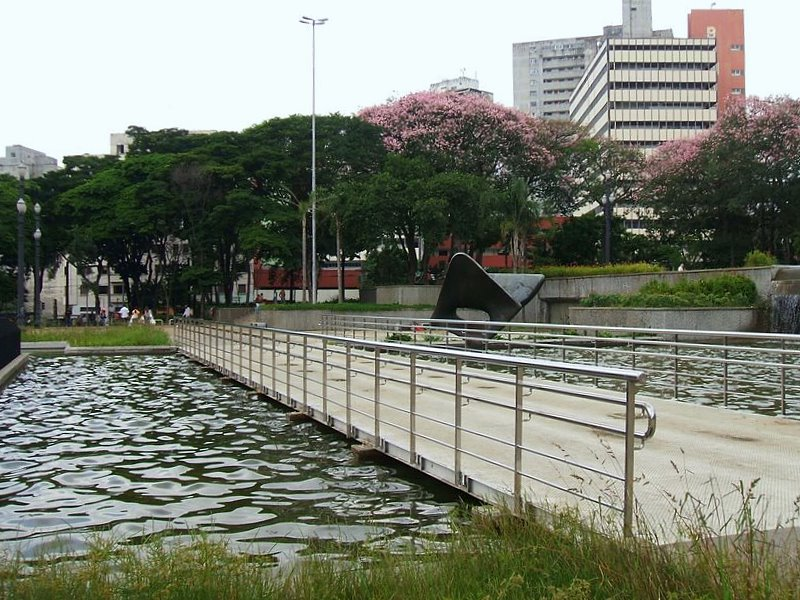
Além de marcos históricos, a praça apresenta intervenções artísticas

A atual praça é resultado de um projeto paisagístico conduzido na década de 1970 por um grupo de profissionais da Prefeitura de São Paulo liderados pelo arquiteto José Eduardo de Assis Lefèvre. Na época, o Metrô de São Paulo estava construindo uma estação naquele local e era necessário demolir todo um quarteirão, fazendo com que fosse necessário repensar a concepção paisagística da praça.
O grupo de arquitetos foi influenciado pelos projetos paisagísticos que estavam sendo feitos naquela época na Costa Oeste dos EUA (especialmente os do paisagista Lawrence Halprin), caracterizados por um geometrismo rigoroso e pelo domínio do terreno através de um jogo de patamares, espelhos d'água ou fontes e volumes prismáticos de terra. Estas características aparecem integralmente no projeto final, o que gerou críticas de alguns especialistas que veem nos espelhos d'água e no tipo de vegetação utilizados um incentivo à permanência de população sem-teto no local.

### Reforma

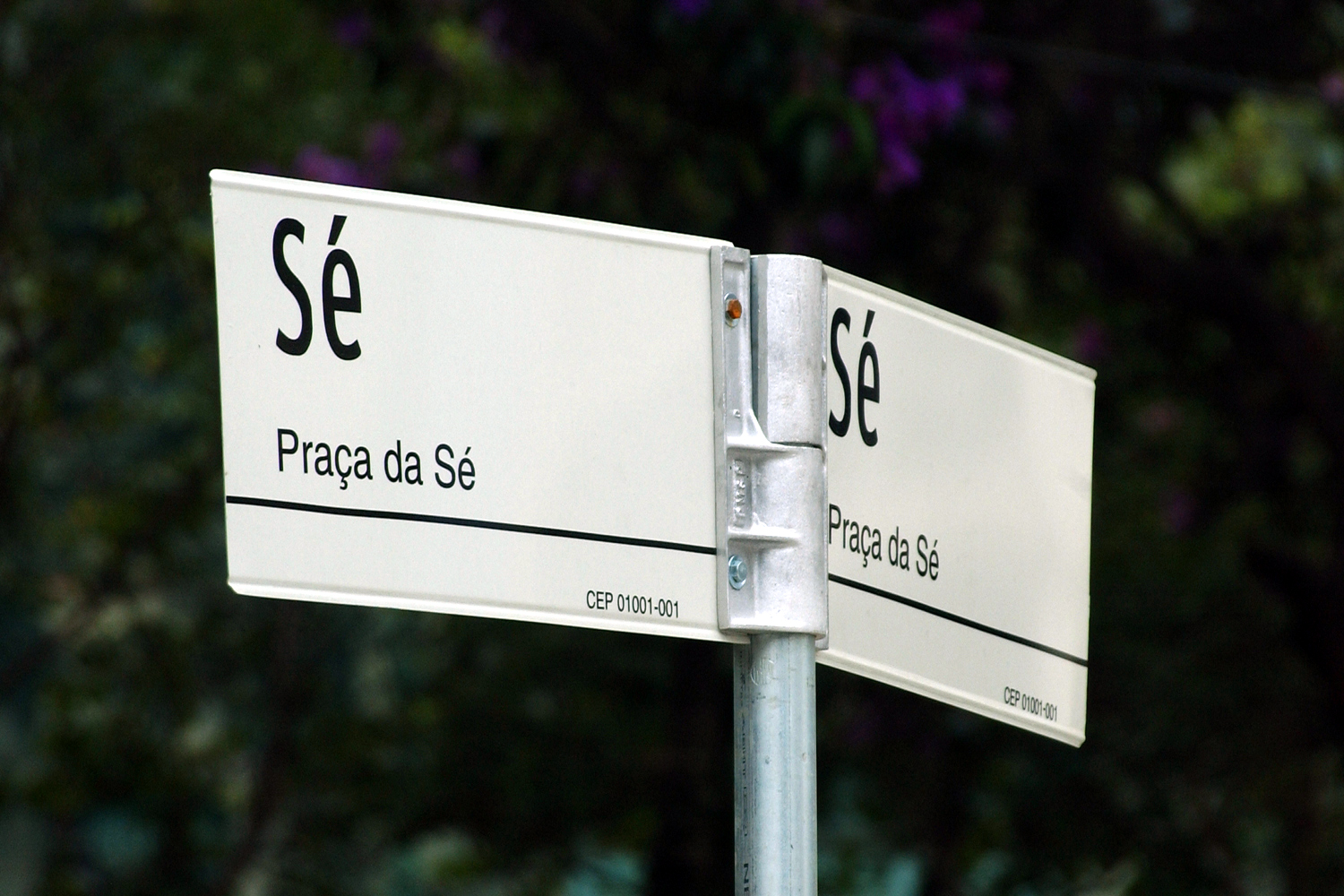
Placa atual

A praça passou por uma profunda reforma durante o ano de 2006, tendo sido parcialmente entregue em 25 de janeiro do ano seguinte (data do aniversário da cidade) pelo prefeito Gilberto Kassab. Tal reforma, porém, foi criticada por entidades ligadas ao direito à moradia e à população sem-teto de São Paulo, pois focalizava recursos em uma requalificação de um espaço público que, segundo eles, era caracterizada por um caráter de higienismo social expresso pela instalação de dispositivos apelidados de "antimendigos" e que expulsava do Centro de São Paulo a população de mais baixa renda. Tais medidas fariam parte de uma política iniciada na gestão de José Serra associada a uma suposta gentrificação daquela região da cidade, a qual tem sido duramente criticada por defensores dos direitos civis.
A reforma foi caracterizada pela reestruturação das caixas de terra e dos canteiros, pela maior integração entre as esculturas presentes no lugar e seus transeuntes e pela introdução de passarelas sobre os espelhos d'água.

### Monumentos
A praça abriga diversos monumentos e esculturas, entre eles o célebre Marco Zero no centro da praça e que indica o "coração" da cidade de São Paulo. À frente do Marco Zero, encontra-se o monumento a José de Anchieta, fundador de São Paulo e "Apóstolo do Brasil", inaugurado em 1954 por ocasião do quarto centenário da cidade. Com a reforma de 2006, a praça recebeu diversas novas intervenções artísticas, de maioria abstrata; entre elas as esculturas "Condor" e "Diálogo", entre outras. As esculturas foram espalhadas pela praça, e interagem com o espaço reformado. Apenas em 2009 foi instalada na praça um monumento em homenagem a São Paulo, apóstolo de Jesus e santo que dá nome da cidade.
| Imagem | Título                            | Criador              | Ano de fundação       | Material                    | Categoria no Commons                               | Identificador de monumento    | Identificador de escultura |
| ------ | --------------------------------- | -------------------- | --------------------- | --------------------------- | -------------------------------------------------- | ----------------------------- | -------------------------- |
|        | Abertura                          | Amilcar de Castro    | 1979                  | ferro                       | Abertura by Amilcar de Castro                      | sem_titulo_amilcar_de_castro  |                            |
|        | Condor                            | Bruno Giorgi         | 1979                  | bronze                      | Condor by Bruno Giorgi (bronze, 1979)              | condor_pca_da_se              | 108                        |
|        | Diálogo                           | Franz Weissmann      | 1979                  | aço                         | Diálogo by Franz Weissmann                         | dialogo                       | 111                        |
|        | Emblema de São Paulo              | Rubem Valentim       | 1979                  | betão betão armado          | Emblema de São Paulo by Rubem Valentim             | emblema_de_sao_paulo          | 114                        |
|        | Espaço Cósmico                    | Yutaka Toyota        | 1979                  | aço inoxidável granito aço  | Espaço Cósmico                                     | espaco                        | 115                        |
|        | Garatuja                          | Marcello Nitsche     | 1979                  | zinco ferro aço poliuretano | Garatuja                                           | garatuja                      | 152                        |
|        | Impacto                           | Mário Cravo Júnior   | 1980                  | aço inoxidável granito      | Impacto by Mário Cravo                             | sem_titulo_mario_cravo_junior |                            |
|        | José de Anchieta                  | Heitor Usai          | 1954                  | bronze                      | José de Anchieta by Heitor Usai (bronze, 1954)     | monumento_a_anchieta          | 100                        |
|        | Marco zero da cidade de São Paulo | Jean G. Villin       | 1934                  | mármore bronze granito      | Marco Zero (São Paulo)                             | marco_zero                    |                            |
|        | Nuvem sobre a Cidade              | Nicolas Vlavianos    | 1979                  | aço inoxidável aço          | Nuvem sobre a Cidade by Nicolas Vlavianos          | nuvem_sobre_a_cidade          | 92                         |
|        | Os pássaros                       | Felícia Leirner      | 1979                  | bronze granito              | Os Pássaros by Felícia Leirner                     | os_passaros                   | 98                         |
|        | Quadro-Negro                      | José Resende         | 25 de janeiro de 1979 | betão ferro                 | Quadro-Negro by José Resende                       | sem_titulo_jose_resende       |                            |
|        | Satélite                          | Francisco Stockinger | 1979                  | granito betão               | Satélite by Francisco Stockinger (sculpture, 1978) | satelite                      |                            |
|        | Sem título                        | Sergio Camargo       | 25 de janeiro de 1979 | mármore                     | Sculpture by Sérgio de Camargo (Praça da Sé)       | sem_titulo_sergio_camargo     |                            |
|        | Totem da Sé                       | Doménico Calabrone   | 1979                  | granito betão mármore       | Totem da Sé                                        | totem_da_se                   | 123                        |
|        | Voo                               | Caciporé Torres      | 1979                  | aço inoxidável betão aço    | Voo by Caciporé Torres                             | voo                           | 120                        |

### Bibliográficas
- MACEDO, Silvio Soares e ROBBA, Fábio; Praças brasileiras; São Paulo: Edusp; ISBN 85-314-0656-0